# Каслтаун (Мэн)
Каслтаун (англ. Castletown, мэн. Balley Chashtal) — город на юге острова Мэн. Население — 3100 человек (по переписи 2001 года). В прошлом — столица острова. В Каслтауне расположен престижный Колледж короля Вильгельма.

## География
Город расположен на юге острова, у берега моря.

## История
Известно, что город существовал уже в 1090 году, что делает Каслтаун одним из старейших городов Британских островов. На протяжении нескольких сотен лет город был столицей острова.

## Транспорт
В Каслтауне расположен морской порт, однако с 1970-х годов он практически утратил коммерческое значение. В начале XXI века порт используется в основном рыбацкими судами и яхтами туристов. Изредка в порт заходят небольшие торговые суда. Порт состоит из двух гаваней — внешней и внутренней. Обе гавани пересыхают во время отлива. Только внутренняя гавань может принимать грузовые суда. Максимальные размеры судов, могущих заходить во внутреннюю гавань — 55 метров в длину, 8,2 метра в ширину и осадка в 3,5 м.
В Каслтауне есть станция железной дороги острова Мэн. Рядом с городом расположен единственный аэропорт острова.

## Достопримечательности

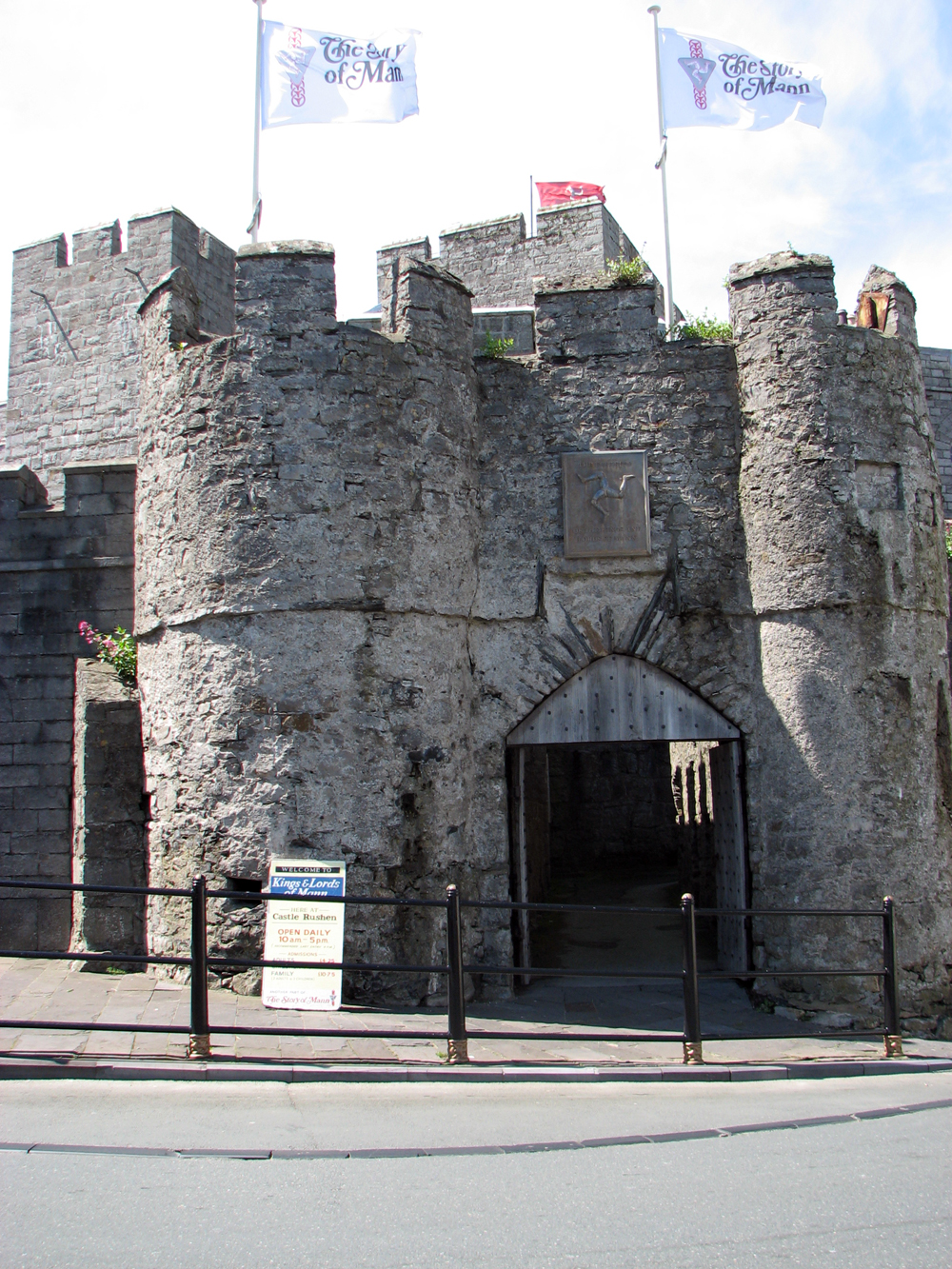
Вход в замок

Каслтаун сохранил историческую городскую застройку. Основная историческая достопримечательность — замок Рашен. Замок был основан в начале XIII века. Сейчас в замке расположен музей.
Расположенный рядом с городом Колледж короля Вильгельма расположен в неоготическом здании, построенном в 1831—1833 годах.

### Церкви

#### Англиканские
Англиканская капелла Св. Мэри была построена в 1698 году. Постепенно население города росло, и старая капелла стала слишком тесной для увеличившегося количества прихожан. Поэтому в 1826 году местным архитектором Томасом Брайном (Thomas Brine) на месте старой капеллы было выстроено новое церковное здание. Оно могло вмещать тысячу триста прихожан.
В конце XX века ситуация изменилась с точностью до наоборот — уровень религиозности населения снизился, в конце семидесятых годов количество прихожан составляло всего сто человек. Старая церковь теперь была слишком большой, к тому же она обветшала, а ремонт стоил больших денег. В связи с этим старое здание церкви было продано, а приход переехал в здание бывшей национальной школы, построенное в 1838 году в районе порта, поэтому новую церковь называют Св. Мэри в порту (St Mary on the Harbour).
Здание старой церкви было перестроено под офисы, при этом был сохранён исторический облик фасада.

#### Католические
В Каслтауне есть одна римско-католическая церковь. Как и англиканская, она также посвящена Св. Мэри. Церковь была построена в 1826 году на пожертвования ирландских католиков. Предположительно архитектором был Томас Брайн. Церковь была отреставрирована в 1924 году и в 1980-х годах.

#### Методистские
В Каслтауне расположена действующая методистская капелла на улице Арбори-стрит (Arbory street). Фактически она состоит из двух зданий, более старое, построенное предположительно в 1801 году, с 1867 года служит в качестве воскресной школы. В 1834 году к этой капелле была пристроена более новая.
В 1893 году методистская капелла была построена на улице Малев-стрит (Malew-street). Она была закрыта в 1972 году, когда были объединены приходы на Малев-стрит и Арбори-стрит. С 1972 года по 1999 год в здании бывшей капеллы располагался магазин мебели, а в 1999 году она была переоборудована под офисный центр компьютерной фирмы. Несмотря на реконструкцию, здание сохранило исторический облик.

### Музеи

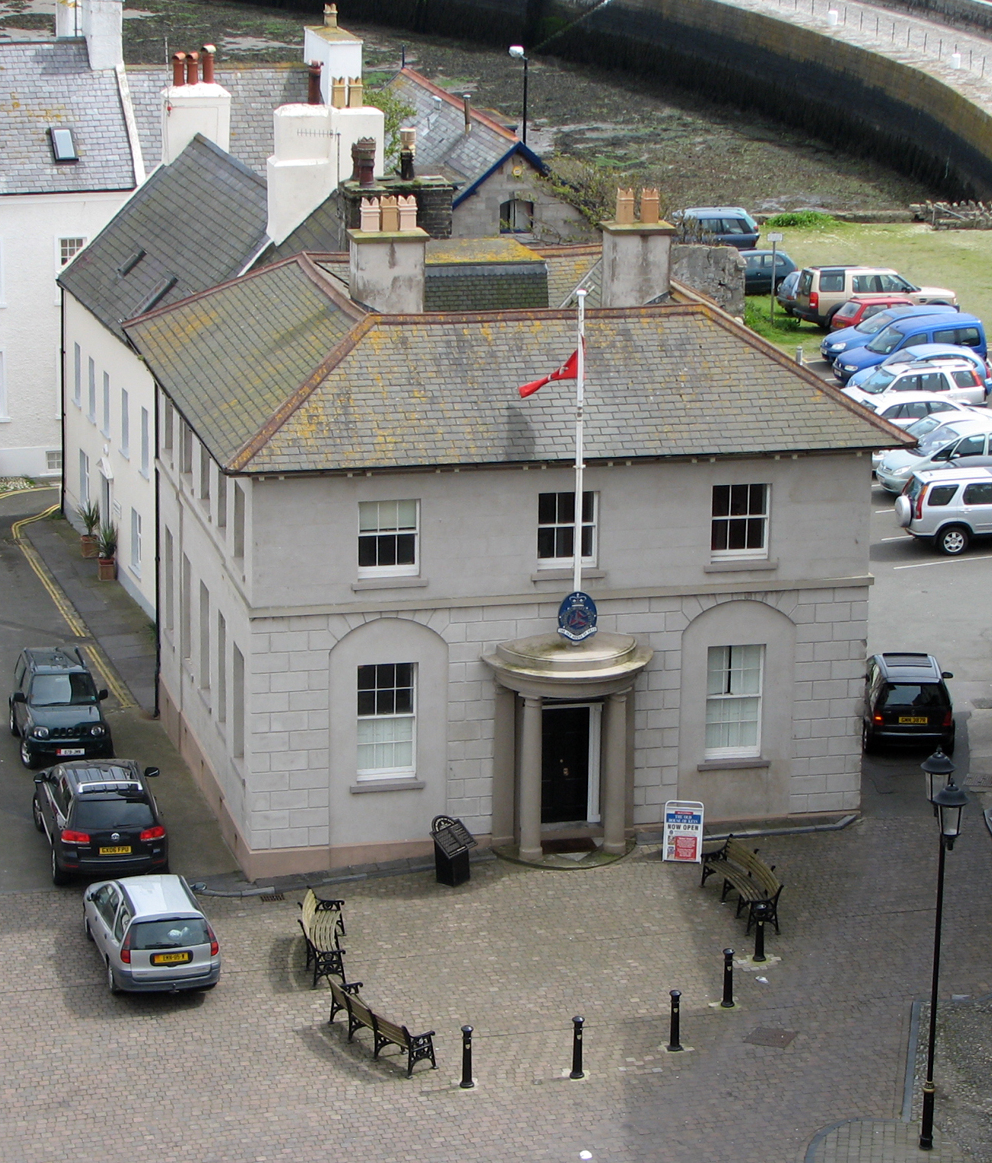
Здание Старой Палаты ключей

В городе и окрестностях есть несколько музеев. Рядом с Каслтауном расположен мэнский авиационный и военный музей. Расположенный в городе морской музей (Nautical Museum) посвящён истории судоходства. Довольно необычный музей — Старая начальная школа (Old Grammar School). Здание школы было построено в 1190—1230 годах как капелла. В 1701 году здесь была размещена школа, которая работала до 1930-х годов. Сейчас в здании можно осмотреть школьный класс начала XX века, здание музея также представляет интерес само по себе, как памятник архитектуры и истории.
О бывшей столичной роли города напоминает Палата ключей (House of Keys) — здание нижней палаты парламента острова Мэн. Дом отреставрирован по состоянию на 1866 год и доступен для публики как музей.

### Исторические места
Рядом с городом расположено несколько исторических мест. Холм Хэнго (Hango Hill) печально известен как место казней. Здесь 2 января 1663 года был казнён Вильям Кристиан (William Christian, более известен под мэнским именем Illiam Dhon), который был лидером восстания 1651 года. Здесь же расположены руины каменного дома XVII века.
Другое историческое место — расположенный неподалёку от города остров Сен-Майкл (St Michael’s Isle). Этот остров был ареной двух битв, в 1250 и 1275 годах.
На острове находятся руины двух зданий; капеллы, построенной в XII веке на месте более древней церкви, и форта Дерби, построенного во время английской гражданской войны, в 1675 году.